# Гарново-Дуже
Гарново-Дуже (пол. Garnowo Duże) — село в Польщі, у гміні Голимін-Осьродек Цехановського повіту Мазовецького воєводства.
Населення — 175 осіб (2011).
У 1975-1998 роках село належало до Цехановського воєводства.

## Демографія
Демографічна структура станом на 31 березня 2011 року:
|          | Загалом | Допрацездатний вік | Працездатний вік | Постпрацездатний вік |
| -------- | ------- | ------------------ | ---------------- | -------------------- |
| Чоловіки | 84      | 17                 | 57               | 10                   |
| Жінки    | 91      | 21                 | 46               | 24                   |
| Разом    | 175     | 38                 | 103              | 34                   |